# Mitsubishi Electric
Mitsubishi Electric Corporation (三菱電機株式会社 Mitsubishi Denki Kabushiki-gaisha) (TYO: 6503
LSE: MEL
) er en japansk multinational virksomhed indenfor fremstilling af elektronik og elektrisk udstyr. Koncernen har hovedsæde i Tokyo og beskæftiger 114.443 (2011) medarbejdere. Det er et af kernemedlemmerne i Mitsubishi-konglomeratet. Virksomheden er grundlagt 15 januar 1921.
I USA fremstilles og sælges produkterne af Mitsubishi Electric US Holdings med hovedsæde i Cypress i Californien.

## Operationer

### Lokaliteter
- Mitsubishi Electric Global
  - Mitsubishi Electric - Nordamerika
    - Canada Mitsubishi Electric Sales Canada Inc. | Home Page
    - Mitsubishi Electric United States Mitsubishi Electric USA - Changes for the Better - Mitsubishi Electric US

  - Mitsubishi Electric Asia-Pacific MITSUBISHI ELECTRIC ASIA-PACIFIC PORTAL WEB SITE Arkiveret 25. marts 2016 hos  Wayback Machine
    - Australien / New Zealand
    - Kina
    - Hongkong
    - Taiwan
    - Vietnam
    - Japan www.mitsubishielectric.co.jp - Mitsubishi Electric
Der er i alt 11 faciliteter og 2 laboratorier, for eksempel i Kobe, Amagasaki og Kamakura.
    - Sydkorea www.mitsubishielectric.co.kr (Webside ikke længere tilgængelig)
    - Malaysia
    - Singapore
    - Thailand
    - Mitsubishi Electric Saudi Ltd. (MELSA) - Saudi Arabien www.melsa.com.sa

- - Mitsubishi Electric Europe www.mitsubishielectric.eu Arkiveret 18. april 2015 hos  Wayback Machine
    - Benelux
    - Frankrig
    - Tyskland
    - Irland
    - Italien
    - Portugal
    - Rusland
    - Spanien
    - Sverige / Danmark
    - Finland / Norge
    - Storbritannien

### Forretningsområder
- Building Systems
  - Klimaanlægs-systemer
  - Elevatorer & rulletrapper
  - Højhastighedshåndtører (markedsført som Mitsubishi Jet Towel[5])

- Communication Systems
  - Kommunikationssystemer
  - Informationssikkerhed
  - Rumfartssystemer

- Industrial Automation
  - Automationssystemer
  - Industrielle automationsmaskiner

- Medical Systems
  - Protonterapi - strålekanoner

- Power Systems
  - Solkraft

- Semiconductors & Devices
  - Contact Image Sensors
  - Elektroniske enheder
  - TFT-LCDer

- Transportation
  - Automobiludstyr
  - Intelligente transportsystemer (ITS)
  - Transportsystemer

- Visual Information Systems
  - Højdefinitions tvapparater[6]
  - Led-skærmpaneler
  - Multimedieprojektorer

## Produkter
- Radarsystemer til Mitsubishi F-2-jagerflyet.
- Tv-apparater
  - Virksomhedens seneste mest notable tv-apparater i USA er kæmpestore HD-tv-fladskærme.
  - Mitsubishi fremstillede LCD-TVs ind til 2008.
  - Anno 2011 fokuserer virksomheden på DLP Højdefinitions-TV-apparater.
- Automobildele
- Fabriksautomatisering
- Elevatorer og rulletrapper Arkiveret 22. april 2005 hos  Wayback Machine
  - Virksomheden havde rekorden for verdens hurtigste elevator fra 1993 - 2005, det var elevatoren i den 70-etager høje Yokohama Landmark Tower-bygning.
- Klimaanlæg
- Energieffektive varmepumper og vandvarmere
- Affugtere
- Nødstrømsanlæg (UPS)systemer
- Mobiltelefoner fra 1999 til 2004. Fabrikeret for NTT DoCoMo
- Solcellepaneler[7].
- SCOPO - relæer.
- Mitsubishi har også tidligere fremstillet Videoer kendte som Mitsubishi Black Diamond VCR.
- Saffron Type System en spatial antialiasings tekstgengivelsesmaskine, udviklet af Mitsubishi Electric Research Laboritories (MERL)

## Slogan
- With you today and tomorrow (今日もあなたと共に  1962-1968 kun i Japan)
- Advanced and ever Advancing Mitsubishi Electric (未来を開発する三菱電機  1968-1985 i Japan, 1968-2001 udenfor Japan)
- SOCIO-TECH: enhancing lifestyles through technology (技術がつくる高度なふれあい SOCIO-TECH  1985-2001 i Japan. The "Blue MITSUBISHI"-logo blev introduceret til brug i Japan.)
- Changes for the Better (siden 2001)[8]